# Kraljeva cidatela, Plymouth
Kraljeva citadela v Plymouthu, Devon, Anglija, je bila zgrajena v poznih 1660-ih po načrtih sira Bernarda de Gommeja. Je na vzhodnem koncu Plymouth Hoe s pogledom na Plymouth Sound in obsega mesto prejšnje utrdbe, ki je bila zgrajena v času sira Francisa Drakea. Mesto citadele je spomenik na seznamu in številne stavbe v njem so na seznamu stopnje II.

## Zgodovina

### Drakova trdnjava
Leta 1590 je bil sir Francis Drake imenovan za izboljšanje obrambe Plymoutha. Potem ko je postavil nekaj začasnih topniških baterij, je Drake zaprosil tajni svet za sredstva za izgradnjo utrdbe na Plymouth Hoe, ki bi lahko prevladovala nad Cattewaterjem, pristopom k pristanišču Sutton, ki je bilo takrat glavno pristanišče v Plymouthu. Do maja 1592 se je Elizabeta I. Angleška odločila, da se lahko utrdba financira z davkom na vsak kos sardel, ki je bil izvožen iz Plymoutha. Gradnja utrdbe se je vlekla do leta 1596 in je bila končana šele, ko je vlada vpoklicala nadaljnjih 500 delavcev. Severna kopenska stran utrdbe je bila zaščitena z dvema bastijonoma in je obdajala prej postavljene baterije s pogledom na Cattewater ter tudi blok Fisher's Nose Blockhouse, ki je na njenem jugovzhodnem vogalu in je iz okoli leta 1540. Nadaljnji blok, imenovan Stolp kraljice Elizabete je bila zgrajena na kratki razdalji zahodno od Fisherjevega nosu.

### Zasnova in gradnja Citadele
- Baročna glavna vrata kraljeve citadele. Upoštevajte letnico 1670 nad lokom
- De Gommejevi izvirni načrti za kraljevo citadelo

Med nizozemskimi vojnami 1664-67 se je kralj Karel II. Angleški odločil, da se je treba zavedati pomena Plymoutha kot pristanišča v kanalu. Prvotni načrt je bil zgraditi običajno samostojno utrdbo s petimi bastijoni, zahodno od Drakove trdnjave, vendar je bil spremenjen, da bi upošteval prejšnjo utrdbo, kar je povzročilo nepravilen obris Citadele. Verjetno zaradi podpore Plymoutha parlamentarcem v državljanski vojni bi lahko njihovi topovi streljali tudi na mesto. De Gomme je bil deležen nekaj kritik zaradi svoje neortodoksne zasnove: na primer, ko ga je leta 1683 obiskal Samuel Pepys, je zapisal, da je »De Gomme gradil zelo neumno«.
Dela so se začela marca 1665, vendar je šele 18. julija 1666 temeljni kamen položil John Granville, 1. grof Batha. Ta kamen z napisom »Jo Earle iz Bathe 1666« je še vedno v steni, ki gleda na Hoe. Elementi prejšnje tudorske utrdbe so bili vključeni v novo delo. Citadela je zgrajena iz lokalnega apnenca, medtem ko je angleški baročni prehod, ki ga je zasnoval sir Thomas Fitz, iz portlandskega kamna. Prvotno je bil do prehoda dostopen z dvižnim mostom čez suhi jarek, ki pa je bil v 1880-ih skupaj z vsemi drugimi nazidami odstranjen. Na nasprotnem bregu Fisherjevega nosu je baterija kraljice Ane iz leta 1667.

### Kasnejša uporaba
Kraljeva trdnjava je bila več kot 100 let najpomembnejša angleška obramba z obzidjem visokim 21 m, ki so jo skozi leta redno krepili, zlasti v 1750-ih, ko so jo opremili s 113 topovi. Leta 1860 je Kraljeva komisija za obrambo Združenega kraljestva priporočila gradnjo novega obroča utrdb za obrambo Plymoutha z večje razdalje, trdnjave Palmerston; vendar je bila Citadela še vedno ocenjena kot »dragocena podpora za dela na desni strani severovzhodne obrambe«.ref>Reports from Commissioners: Sixteen Volumes: Coal Mines, Inland Revenue, Post Office, Ordnance Survey, Defences of the United Kingdom, Her Majesty's Stationery Office (HMSO), London 1860 (Report commencing p. 431 - p. xxxvi of the report)</ref> V poznejšem viktorijanskem obdobju je Citadelo uporabljala artilerija kraljeve garnizije za pouk.
Med drugo svetovno vojno je bila Citadela uporabljena kot sedež Centra za usposabljanje obalne artilerije v Plymouthu. Po vojni se je obalna topniška šola preselila tja iz Great Ormea in obe ustanovi sta se združili z enim preostalim rednim obalnim topniškim polkom (47. obalnim topniškim polkom), ki se je preselil v Plymouth iz Dovra, da bi zagotovil skladišče za nov center za usposabljanje; usposabljanje nabornikov in drugih se je nadaljevalo, dokler ni bila obalna artilerija razpuščena leta 1956.
Kraljevo trdnjavo še vedno zaseda vojska, saj je baza 29. poveljniškega polka kraljeve artilerije. Ta specializirana enota britanske vojske nudi topniško podporo 3. komandosni brigadi kraljevih marincev. Včasih so na voljo vodeni ogledi.
Takoj vzhodno od Citadele in sočasno z njo je bila ustanovljena ladjedelnica Royal Navy Victualling Yard, ki je služila floti v Plymouth Soundu in Sutton Poolu. Zaprla se je z ustanovitvijo ladjedelnice Royal William Victualling Yard v 1830-ih, od takrat se območje uporablja kot razširitev vojaške baze (in sprejme vozila, ki so prevelika za prehod skozi prehod iz 17. stoletja).

## Prihodnost
Better Defence Estate, objavljen novembra 2016, navaja, da bo ministrstvo za obrambo do leta 2024 odstranilo kraljevo citadelo. To je bilo kasneje podaljšano do leta 2035.

## Garnizijska cerkev
Kraljeva kapela sv. Katarine-upon-the-Hoe je bila dovoljena za maše leta 1371. V obdobju 1666–1671 je bila prvotna cerkev porušena in na istem mestu ponovno zgrajena sedanja ladja, kor in svetišče. Galerije in transepta so bili dodani leta 1845 in stavbi dajejo križno strukturo. Kralj Jurij V. Britanski je ponovno podelil naziv kraljeva kapela leta 1927 med obiskom kraljeve citadele.

## Kraljeva citadela v medijih
Televizijska serija BBC iz leta 2011 The Choir: Military Wives je prikazala Kraljevo citadelo skupaj z RMB Chivenorjem v Devonu. Program je dokumentiral zborovodjo Garetha Malonea, ki je ustanovil zbor žena in partnerk osebja Royal Citadel, ki je aktivno služil v vojni v Afganistanu. Z ustanovitvijo zbora je Malone želel dvigniti moralo žensk in povečati njihov ugled v javnosti. Pesem Wherever You Are je posnel zbor Military Wives Choir in je bila božična številka ena leta 2011, izkupiček pa je šel Kraljevi britanski legiji in SSAFA Forces Help.

## Galerija
- Namestitev straže s strani kraljeve garnizonske artilerije (RGA), okoli 1905
- 105 mm lahki topovi 29. komandosnega polka kraljeve artilerije na obzidju pri Citadeli
- Kraljeva kapela sv. Katarine na motiki znotraj citadele
- "Načrt mesta in citadele v Plymouthu" Benjamina Donna iz leta 1765. Prikazuje zasnovo kraljeve citadele, kot je dokončana, vključno z nadgradnjami, ki so zdaj izgubljene
- Južni bastioni Citadele
- Kraljeva citadela, kot je videti iz Mount Batten